# Комнено, Христофор Маркович
Христофор Маркович Комнено (de Comneno; 1744 — 13 июля 1815) — генерал-майор русской службы из далматинской ветви рода Комненов.

## Биография
Имена его родителей неизвестны. По одной из версий, обучался в Падуанском университете и, находясь на венецианской военной службе, сблизился с принцем Карлом Нассау-Зигенским. Приглашенный императрицей Екатериной II на русскую службу принц взял с собой в Россию и Комнено.
По другой версии, Христофор Маркович находился в свите императора Иосифа II, когда тот прибыл в 1787 году для встречи с императрицей в Канев. Был представлен Екатерине II и принят с её согласия на русскую службу.
22 августа 1789 года, будучи в звании премьер-майора, награждён орденом Св. Георгия 4-го класса с формулировкой «за мужественные подвиги и храбрость, оказанные 13 августа 1789 года во время сражения галерного Российского флота с Шведским». В том же году Комнено был повышен до подполковника, а в 1793 году — до полковника, кроме этого, он был назначен Елисаветградским комендантом. 15 сентября 1797 года Комнено был произведён в генерал-майоры, а 9 апреля следующего года — уволен в отставку.
После этого состоял в Инспекторской экспедиции Военной коллегии, 5 августа 1809 года был назначен её управляющим. В 1810 году Комнено был награждён орденом Св. Владимира 3-й степени. Принимал участие в Русско-турецкой войне, где в одном из сражений был тяжело ранен. В 1811 году исполнял обязанности Вице-президента Молдаво-Валашского дивана. В 1812 году он стал генерал-интендантом 3-й Обсервационной армии, но из-за болезни и последствий ранений был вынужден оставить армию.
Последние годы жил в Петербурге, где в 1815 году скончался. Смерть его была ускорена несчастным падением, приключившимся месяца за два до кончины и вызвавшим открытия ран. Похоронен на Смоленском православном кладбище. Надгробный камень его украшен гербом Комненов и имеет надпись на русском и греческом языке:
Прямой и благородный муж; добрый отец, добрый супруг; родился в Греции и во втором своем отечестве с отличием сражался как на море так и на сухом пути.

## Семья

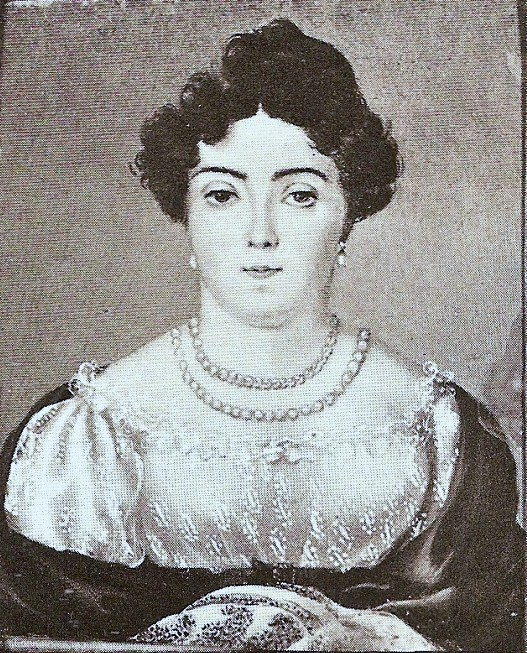
Мария Комнено (1821)

Жена (с 1790 года) — княжна Мария Александровна Мурузи (1764—27.07.1826), племянница молдавских господарей Константина Мурузи и Александра Суцу; дочь наместника на острове Самос Александра Мурузи, обезглавленного в 1769 году в Константинополе вместе с тестем Николаем Суцу, за сношения с Россией. Вдова его, Ефросиния Николаевна, представленная в Рагузе графу А. Г. Орлову, упросила его отвести её дочь в Петербург под покровительство императрицы. Привезенная в столицу, Мария Мурузи была отдана Екатериной II на попечение камер-юнгферы Перекусихиной, которая и воспитала её вместе со своей племянницей Торсуковой. В 1780 году, заботясь об устройстве будущего Марии Мурузи, императрица взяла её ко двору и в 1790 году выдала замуж за Христофора Комнено. Свадьба их была сыграна при дворе с большим блеском, императрица собственноручно причесала невесту и отвела её в дворцовую церковь. По воспоминаниям потомка, в молодости Мария Мурузи была девушкой красивой и жизнерадостной, но в 18 лет она заболела оспой, которая сильно попортила черты её лица. Имущественное положение её было не блестящим, поэтому ей часто приходилось прибегать к помощи друзей и родственников: Вязмитинова, П. А. Кикина, Р. Эдлинг, Ипсиланти и Каподистрии для получения монарших милостей. Пользовалась особым расположением императрицы Марии Фёдоровны. Умерла в Петербурге от водянки, похоронена на Смоленском кладбище. В браке имела детей:
- Александр Христофорович (15.09.1790[4]— ?), крещен с сестрой 21 сентября 1790 года в церкви Рождества Пресвятой Богородицы при Невской перспективе при восприемстве ротмистра Николая Новицкого и капитанши Екатерины Николаевны Тарусовой.
- Екатерина Христофоровна (15.09.1790[4]—1843), близнец с братом, выпускница Смольного института (1809); с 1814 года замужем за М. Е. Крупенским.
- Анна Христофоровна (23.07.1791[5]—1825), крестница статс-дамы А. А. Матюшкиной, в честь которой и получила свое имя; выпускница Смольного института (1809); в 1818 году в Кишинёве вышла замуж за полковника Петра Афанасьевича Софиано (1777—1831), убитого в Польскую кампанию. Умерла при родах и похоронена в Москве, на Ваганьковском кладбище. Их сын Леонид.
- Елизавета Христофоровна (03.09.1792[6]—после 1863), с 1809 года замужем за сенатором А. Н. Пещуровым.
- Надежда Христофоровна (09.02.1794[7]— ?), крещена 27 февраля 1794 года в церкви Рождества Пресвятой Богородицы при Невской перспективе при восприемстве А. И. Мусина-Пушкина и Султаны Стурдза.
- Дмитрий Христофорович (1798—1829), подпоручик, адъютант при генерале Ф. Ф. Штейнгеле; с 1823 года штабс-капитан; впоследствии адъютант графа И. И. Дибича. Скончался от ран, полученных в русско-турецкой войне.
- София Христофоровна (21.03.1808[8]—1882), крещена 26 марта 1808 года в Морском соборе при восприемстве С. К. Вязмитинова и фрейлины двора Елены Карловны Гика; выпускница Смольного института, с 1826 года замужем за дипломатом Г. А. Катакази (1794—1867).